# Al-Na'maniya District
Al-Na'maniya District är ett distrikt i Irak.   Det ligger i provinsen Wasit, i den centrala delen av landet, 150 km sydost om huvudstaden Bagdad.